# José Mendes (atleta)
José Mendes (nascido em 13 de abril de 1972) é um velocista português. Ele competiu nos 4 × 400 metros estafetas nos Jogos Olímpicos de Verão de 1992.